# Гургіу
Гургіу (рум. Gurghiu) — село у повіті Муреш в Румунії. Адміністративний центр комуни Гургіу.
Село розташоване на відстані 276 км на північ від Бухареста, 33 км на північний схід від Тиргу-Муреша, 95 км на схід від Клуж-Напоки, 137 км на північний захід від Брашова.

## Населення
За даними перепису населення 2002 року у селі проживали 2004 особи.
Національний склад населення села:
| Національність | Кількість осіб | Відсоток |
| -------------- | -------------- | -------- |
| румуни         | 1441           | 71,9%    |
| угорці         | 301            | 15,0%    |
| цигани         | 260            | 13,0%    |

Рідною мовою назвали:
| Мова      | Кількість осіб | Відсоток |
| --------- | -------------- | -------- |
| румунська | 1614           | 80,5%    |
| угорська  | 277            | 13,8%    |
| циганська | 112            | 5,6%     |